# Фёдоровка (Сосновский район)
Фёдоровка — село в Сосновском районе Тамбовской области. Входит в состав Верхнеярославского сельсовета.

## История
На карте Тамбовской губернии 1911 года поселок значится как Фёдоровское.
В книге Н.В. Муравьёва "Изначальная история населенных пунктов Тамбовской области" имеются сведения о Федоровке: Первое упоминание села Федоровка относится к 1811 году. Тогда это была деревня, где проживали однодворцы. Их было 19 семей, в которых насчитывалось 88 душ мужского пола, причем у всех одна фамилия Топильские.
Есть сомнения в достоверности сведений, изложенных Н.В. Муравьевым, так как топоним очень распространен, только на территории Верхнеярославского сельсовета два населенных пункта с названием Фёдоровка.

## Население
| 2010 |
| ---- |
| 255  |

В 1860 г. у помещика Барыкова в селе Федоровка было 276 крепостных и 20 дворовых крестьян мужского пола, которые проживали в 90 дворах.
В списках населённых мест Тамбовской губернии по сведениям 1862 г. именуется как владельческое село Федоровка (Барыково) при прудах. В нём было 58 дворов с населением 613 человек (мужчин — 298, женщин — 315).
В 1880 году в селе было 95 дворов, а население составляло 593 человека.
В 1910 году в Федоровке насчитывалось 123 домохозяйства, земли - 807 десятин.
В епархиальных сведениях 1911 года именуется как село Федоровка-Барыково. Дворов числилось 130, население составляло 1033 человека (мужчин - 478, женщин - 455). Крестьяне имели надельной земли по 27 саженей в каждом поле на душу. В селе находилась земская школа.
В 1911 году в Федоровке было 127 дворов, а население составляло 970 человек (мужчин — 490, женщин — 480). Надельной земли было 807 десятин, владение ею общинное.
В 1914 году в селе проживало 1174 человека (мужчин — 550, женщин — 624). Земли было 807 десятин.
В 1926 г. в Федоровке насчитывалось 216 хозяйств с населением 1176 человек (мужчин — 540, женщин — 636).
По спискам сельскохозяйственного налога на 1928-29 гг. имелось 225 хозяйств с населением 1219 человек.
В 2010 году население Федоровки составляло 255 человек.

## Церковь
В 1849 году на средства помещика Барыкова была построена Скорбященская церковь, каменная, холодная. До настоящего времени не сохранилась.

## Школа
В отчёте Козловского училищного совета №4 от 9 января 1868 г. упоминается об открытой начальной школе в с. Фёдоровке с количеством учащихся 51 человек. Школа, видимо, долгое время своего здания не имела, т.к. крестьянское общество на взятую у земства ссуду лишь в 1897 г. строит для школы кирпичное здание на 1 классную комнату и 1 комнату для квартиры учителя. В школе в это время обучалось 45 человек, а в 1909 г. в составе учеников было 32 мальчика и 23 девочки. В 1900 г. существовала школа грамоты, открытая духовной епархией, с количеством учащихся 27 человек и размещалась она в церковной караулке. Однако в 1911 г. ни школы грамоты, ни церковно-приходской школы в селе не числится, а была лишь земская школа. В 1913 г. в ней работали: заведующая Кирильчева Анна Яковлевна, законоучитель отец Николай Полянский.
В 1933 году на базе начальной школы открыта ШКМ, с 1934 г. она реорганизована в НСШ, а позднее стала называться семилетней. В 1961 г. открылся 8 класс, и школа стала восьмилетней, с 1978 г. - средняя. Размещается она в трёх деревянных зданиях, построенных в разное время. Первое выстроено в 1933 г., второе - в 1953, и третье - в 1960. Позднее построено двухэтажное кирпичное здание.
С 2011 года школа является филиалом МБОУ Сосновской СОШ №2.